# Pronophila obscura
Pronophila obscura är en fjärilsart som beskrevs av Butler 1868. Pronophila obscura ingår i släktet Pronophila och familjen praktfjärilar. Inga underarter finns listade i Catalogue of Life.